# Refuge Durier
Das Refuge Durier (deutsch Durier-Hütte) ist eine Schutzhütte der Sektion Saint-Gervais des Club Alpin Français in Frankreich im Département Haute-Savoie in der Region Auvergne-Rhône-Alpes. Die Hütte ist mit Gas, Decken und Kochutensilien ausgestattet, aber nicht beheizt. Die Schutzhütte bietet Zugang zu einer Reihe von Routen, insbesondere zu den Dômes de Miage, zur Aiguille de Bionnassay und zum Mont Blanc.
Sie wurde zu Ehren des Historikers und Geographen Charles Henri Durier benannt, der zur Entwicklung des Bergsteigens beitrug.